# William F. Buckley Jr.
William „Bill” Frank Buckley Jr. (născut William Francis Buckley; n. 24 noiembrie 1925, New York City, New York, SUA – d. 27 februarie 2008, Stamford⁠(d), Connecticut, SUA) a fost un intelectual, autor conservator și comentator american. În 1955, Buckley a înființat National Review, o revistă care a influențat mișcarea conservatoare de la sfârșitul secolului al XX-lea din Statele Unite. Buckley a fost prezentator al emisiunii politice Firing Line⁠(d) (1966-1999) pe parcursul celor 1.429 de episoade, devenind cunoscut datorită idiolectului său transatlantic⁠(d) și vocabularului bogat.
Născut în New York, Buckley și-a îndeplinit serviciul militar în Statele Unite în timpul celui de-al Doilea Război Mondial. După război, a urmat cursurile Universității Yale unde s-a implicat în dezbateri și discuții politice. Când și-a încheiat studiile, a început să lucreze pentru Agenția Centrală de Informații timp de doi ani. Pe lângă articolele publicate în National Review și rubrica sa națională⁠(d), Buckley a redactat lucrarea God and Man at Yale (1951) și alte cincizeci de cărți pe diverse subiecte, inclusiv arta scrierii, oratorie, istorie, politică și navigație. Lucrările sale cuprind și o serie de romane de ficțiune care prezintă aventurile agentului CIA Blackford Oakes⁠(d).
Acesta s-a autocaracterizat drept conservator și libertarian⁠(d). George H. Nash⁠(d), istoric al mișcării conservatoare americane moderne, a susținut în 2008 că Buckley a fost „probabil cel mai important intelectual din Statele Unite din ultima jumătate de secol. Acesta a fost vocea călăuzitoare a conservatorismului american și prima mare personalitate ecumenică pentru o întreagă generație”. Principala sa contribuție în politică a fost o fuziune⁠(d) între conservatorismul tradițional⁠(d) și liberalismul clasic care a influențat ideologia Partidului Republican, și politicieni precum Barry Goldwater și Ronald Reagan.
William F. Buckley Jr. este considerat părintele conservatorismului american modern.

## Biografie
Buckley s-a născut pe 24 noiembrie 1925 în New York City, fiul lui Aloise Josephine Antonia (născută Steiner) și al lui William Frank Buckley Sr.⁠(d), un avocat și petrolist născut în Texas. Mama sa - de loc din New Orleans - era de origine elvețiano-germană⁠(d), germană și irlandeză în timp ce bunicii săi paterni, de loc din Hamilton, Ontario, Canada erau de origine irlandeză⁠(d). Al șaselea copil din cei zece ai familiei, în copilărie s-au mutat în Mexic, iar apoi în Sharon, Connecticut⁠(d) înainte să înceapă cursurile școlare în Paris unde a urmat clasa întâi. La vârsta de șapte ani, Buckley a început să învețe limba engleză la o școală din Londra, prima și a doua sa limbă fiind spaniola și franceză. A fost școlit la domiciliu până în clasa a VIII-a prin intermediul curriculumului școlii Calvert⁠(d) din Baltimore. Înainte de începutul celui de-al  Doilea Război Mondial, la vârsta de 12-13 ani, Buckley a urmat școala pregătitoare iezuită St John's Beaumont School⁠(d) din Anglia.
Tatăl lui Buckley, William Frank Buckley Sr. (1881–1958), a fost un petrolist american care și-a câștigat averea în Mexic. Bătrânul Buckley a devenit influent în politica mexicană în timpul dictaturii militare impuse de Victoriano Huerta⁠(d), dar a fost expulzat când generalul de stânga Álvaro Obregón⁠(d) a devenit președinte în 1920. Tânărul Buckley a avut nouă frați: Aloise Buckley Heath, o scriitoare și activistă conservatoare; Maureen Buckley-O'Reilly (1933-1964) care s-a căsătorit cu Gerald A. O'Reilly, CEO al Richardson-Vicks⁠(d); Priscilla Buckley⁠(d), autoarea cărții Living It Up with National Review: A Memoir pentru care William a scris prefața; Patricia Buckley Bozell⁠(d); Reid Buckley⁠(d), autor, debater și fondator al Buckley School of Public Speaking, respectiv James L. Buckley⁠(d), senator american din New York și ulterior judecător al Curții de Apel⁠(d) din circuitul D.C.⁠(d).
În timpul războiului, familia lui Buckley l-a primit pe viitorul istoric britanic Alistair Horne⁠(d) - fiul lui Sir Allan Horne - care a fost evacuat în copilărie din cauza conflictului. Acesta și Buckley au rămas prieteni pe viață. Ambii au urmat cursurile școlii Millbrook⁠(d) din New York și au absolvit în 1943. Buckley a fost membru al Clubului băieților americani pentru susținerea lui Errol Flynn (ABCDEF) când acesta era judecat pentru acte sexuale cu minori⁠(d) în 1943.

### Educația muzicală
Talentat muzical, Buckley a cântat în tinerețe la clavecin, numindu-l ulterior instrumentul său preferat. A recunoscut însă că nu era „suficient de competent încât să-și dezvolte propriul său stil”. Buckley era prieten apropiat cu muzicianul Fernando Valenti⁠(d). La un moment dat, acesta s-a oferit să-i vândă propriul clavecin. De asemenea, Buckley a fost un pianist desăvârșit și a fost invitat în emisiunea radio Piano Jazz⁠(d) prezentată de Marian McPartland⁠(d). Mare admirator al compozitorului Johann Sebastian Bach, Buckley și-a dorit ca melodiile sale să fie interpretate la înmormântarea sa.

### Religia
Buckley a crescut într-o familie catolică și a fost membru al Cavalerilor de Malta. Despre credința sa, acesta declara că: „Am crescut, după cum s-a menționat, într-o familie numeroasă de catolici fără un gram de îndoială cu privire la credința noastră religioasă”. În timpul studiilor la Millbrook, acestuia i s-a permis să participe la liturghia catolică, deși școala era protestantă. A conștientizat în tinerețe că există un sentiment anticatolic⁠(d) în Statele Unite după ce a citit lucrarea lui Paul Blanshard⁠(d) - American Freedom and Catholic Power⁠(d) - în care catolicii erau acuzați că nu sunt complet loiali țării lor.
După publicarea primei sale cărți - God and Man at Yale - în 1951, catolicismul său a fost criticat. McGeorge Bundy⁠(d), decanul Universității Harvard la acea vreme, a scris pentru revista The Atlantic că „pare ciudat ca un romano-catolic să vorbească în numele tradiției religioase de la Yale”. Henry Sloane Coffin⁠(d) - administrator al Yale - a susținut că lucrarea lui Buckley este „deformată de punctul său de vedere romano-catolic” și a declarat că Buckley „ar fi trebuit să urmeze Universitatea Fordham⁠(d) sau o instituție similară”.
În cartea sa din 1997 - intitulată Nearer, My God -, Buckley a condamnat „atacul Curții Supreme împotriva religiei în școlile publice” și a susținut că credința creștină este înlocuită de „un alt dumnezeu... multiculturalismul”. Adult fiind, Buckley participa în mod regulat la liturghia tridentină⁠(d) în Connecticut. Acesta a dezaprobat reformele liturgice adoptate după Conciliul Vatican II. Buckley era interesat de scrierile și revelațiile scriitorului italian Maria Valtorta⁠(d).

### Serviciul militar și studiile
Buckley a urmat cursurile Universității Naționale Autonome din Mexic (UNAM) în 1943. În anul următor, după absolvirea Officer Candidate School⁠(d) din cadrul armatei Statelor Unite, a fost numit sublocotenent⁠(d). În cartea sa, intitulată Miles Gone By, Buckley precizează că a fost membru al gărzii de onoare a lui Franklin Roosevelt la moartea sa. Pe parcursul războiului, acesta a activat la Fort Benning⁠(d), Georgia; Fort Gordon⁠(d), Georgia și Fort Sam Houston, Texas.
La sfârșitul celui de-al Doilea Război Mondial în 1945, Buckley s-a înscris la Universitatea Yale; aici a devenit membru al societății secrete Skull and Bones și a fost un magistral debater. A fost un membru activ al Partidului Conservator din cadrul Yale Political Union⁠(d) și a ocupat funcția de președinte al Yale Daily News⁠(d). Buckley a fost și informator al FBI. La Yale, a studiat științe politice, istorie și economie, absolvind cu onoruri în 1950. A excelat în echipa de dezbateri a universității⁠(d), iar sub tutela profesorului Rollin G. Osterweis⁠(d) și-a cizelat stilul.
Buckley a predat limba spaniolă în calitate de lector la Yale din 1947 până în 1951 înainte să fie recrutat de CIA ca mulți alți absolvenți ai altor universități din Ivy League din acea perioadă. A activat pentru organizație timp de doi ani, inclusiv un an pentru E. Howard Hunt⁠(d) în Mexico City. Cei doi au rămas prieteni pe viață. Într-o rubrică din 1 noiembrie 2005, Buckley a povestit că Hunt a fost singurul angajat al CIA pe care l-a cunoscut în acea perioadă. În Mexic a editat lucrarea The Road to Yenan, o carte a autorului peruan Eudocio Ravines. După ce a părăsit CIA, a lucrat ca redactor pentru revista The American Mercury⁠(d) în 1952, însă a părăsit poziția după ce a observat  tendințele antisemite ale articolelor.

### Familia
În 1950, Buckley s-a căsătorit cu Patricia Aldyen Austin (Pat) Taylor⁠(d) (1926–2007), fiica omului de afaceri Austin C. Taylor⁠(d). Cei doi s-au cunoscut în timpul studiilor la Colegiul Vassar⁠(d). Taylor va devenit cunoscută mai târziu pentru strângerile de fonduri dedicate unor organizații caritabile precum Memorial Sloan Kettering Cancer Center⁠(d), Institutul pentru Chirurgie Plastică Reconstructivă din cadrul Centrului Medical al Universității din New York și Hospital for Special Surgery⁠(d). De asemenea, acesta a strâns fonduri pentru veteranii războiului de Vietnam și pacienții diagnosticați cu SIDA. Pe 15 aprilie 2007, Pat Buckley a încetat din viață la vârsta de 80 de ani. După moartea sa, soțul său părea „abătut și pierdut”, conform prietenului său Christopher Little⁠(d).
William și Patricia Buckley au avut împreună un fiu: autorul Christopher Buckley⁠(d). Aceștia locuiau la Wallack's Point în Stamford, Connecticut și aveau un apartament duplex în Manhattan cu o intrare privată pe 73 East 73rd Street.
Începând din 1970, cei doi au locuit și lucrat în fiecare an timp de 6-7 săptămâni în Rougemont, Elveția⁠(d) pe parcursul următoarelor trei decenii.

## Lucrări

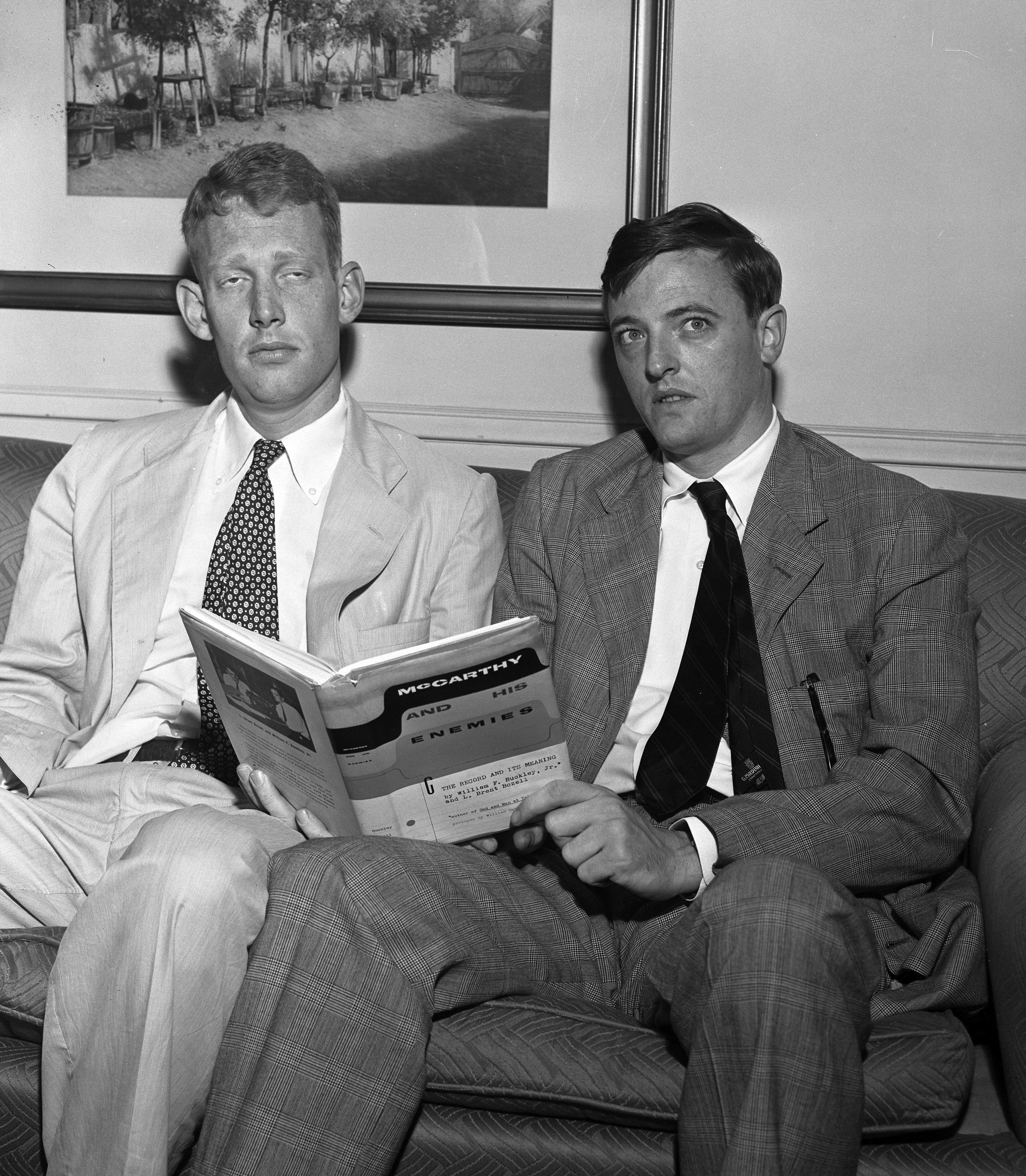
(stânga) și Buckley în timpul unei campanii de promovare a lucrării McCarthy and His Enemies, 1954.

### God and Man at Yale
Prima carte a lui Buckley - God and Man at Yale - a fost publicată în 1951. Aceasta prezenta o critică a Universității Yale, autorul mărturisind că instituția s-a abătut de la misiunea sa autentică. Criticii au considerat că lucrarea interpretează în mod greșit rolul libertății academice⁠(d). Buckley a considerat că lucrarea a intrat în atenția publicului datorită introducerii redactate de John Chamberlain⁠(d) și a susținut că aceasta „i-a schimbat viața”. Buckley este menționat în romanul Candidatul maciurian (1959) de Richard Condon⁠(d) drept „acel tânăr fascinant care a scris despre oameni și Dumnezeu la Yale”.

### McCarthy and His Enemies
În 1954, Buckley și cumnatul său L. Brent Bozell Jr.⁠(d) au redactat împreună lucrarea McCarthy and His Enemies. La începutul anilor 1950, cei doi contribuiau la revista The American Mercury, editat în acea perioadă de William Bradford Huie⁠(d). În lucrare, senatorul Joseph McCarthy era descris drept un patriot care lupta împotriva comunismului. Cartea susține că „mccarthismul... este o mișcare prin care oamenii de bună credință și moralitate rigidă luptă cot la cot”.

## National Review
Buckley a fondat revista National Review în 1955 într-o perioadă în care existau puține publicații dedicate curentului conservator. A fost redactor-șef al revistei până în 1990. În acea perioadă, National Review a devenit „portdrapelul” conservatorismului american, promovând o ideologia care îmbina⁠(d) elemente ale conservatorismului tradițional și ale libertarianismului. În analiza sa a istoriei conservatoare postbelice, Jim Phillips-Fein menționează:
Cea mai influentă sinteză a subiectului rămâne lucrarea lui George H. Nash The Conservative Intellectual Tradition since 1945. ... Acesta a susținut că conservatorismul postbelic a îmbinat trei curente intelectuale influente și parțial inconsistente care anterior au fost de sine stătătoare: libertarianismul, tradiționalismul și anticomunismul. Fiecare mod de gândire a avut predecesori la începutul secolului XX (până și în secolul XIX), dar au fost unite în această formă distinctă în perioada postbelică prin intervenția lui William F. Buckley Jr. și [a revistei] National Review. Fuziunea acestor școli de gândire diferite, rivale și incompatibile a condus la crearea - susține Nash - a unei drepte moderne coerente.
Buckley a căutat intelectuali care au avut convingeri comuniste sau au lucrat la un moment dat pentru stânga radicală - printre care Whittaker Chambers, Willi Schlamm⁠(d), John Dos Passos, Frank Meyer⁠(d) și James Burnham - pentru posturile de editor și redactor în cadrul National Review. Când Burnham a devenit editor senior, a îndemnat la adoptarea unei poziții editoriale mai pragmatice care să extindă influența reviste spre centrul politic. Smart (1991) constată că Burnham nu a fost împiedicat de pozițiile rivale ale celorlalți membri ai consiliului editorial (Meyer, Schlamm, William Rickenbacker și editorul revistei William A. Rusher⁠(d)) și a avut un impact semnificativ atât asupra politicii editoriale a revistei, cât și asupra convingerilor lui Buckley.

### Definind limitele conservatorismului
Buckley și editorii săi au utilizat National Review pentru a stabili limitele conservatorismului și exclude oamenii, ideile sau grupurile pe care nu le considerau a fi compatibile cu ideile conservatoare. De exemplu, Buckley i-a atacat pe Ayn Rand, Societatea John Birch, George Wallace, pe rasiști, supremațiști și antisemiți.

Când a întâlnit-o pentru prima dată pe Ayn Rand, potrivit lui Buckley, ea l-a salutat astfel: „Ești mult prea inteligent pentru a crede în Dumnezeu”. La rândul său, Buckley a considerat că „atât stilul lui Rand, cât și mesajul ei au intrat în conflict cu etosul conservator”. Acesta a constatat că ostilitatea lui Rand față de religie produce o poziție filozofic inacceptabilă din punct de vedere conservator. După 1957, Buckley a încercat să o îndepărteze din mișcarea conservatoare prin publicarea recenziei extrem de negative a lucrării Revolta lui Atlas redactată de Whittaker Chambers.  În 1964, acesta scria despre „incompatibilitatea evidentă a filosofiei sale lipsite de vlagă cu conservatorismul care accentuează transcendența, intelectualitatea și moralitatea”, dar și despre „incompatibilitatea tonului, acel dogmatism puternic, schematic, implacabil, neînduplecat care este în sine inacceptabil, indiferent dacă vine din gura lui Ehrenburg, Savonarola sau Ayn Rand”. Alte atacuri la adresa poziției asumate de Rand au venit din partea lui Garry Wills⁠(d) și M. Stanton Evans⁠(d). În ciuda acestor reacții, susține Burns, popularitatea și influența ei asupra dreptei politice i-au forțat pe Buckley și grupul său să reexamineze modul în care noțiunile tradiționale de virtute și creștinism pot fi integrate într-o poziție capitalistă.

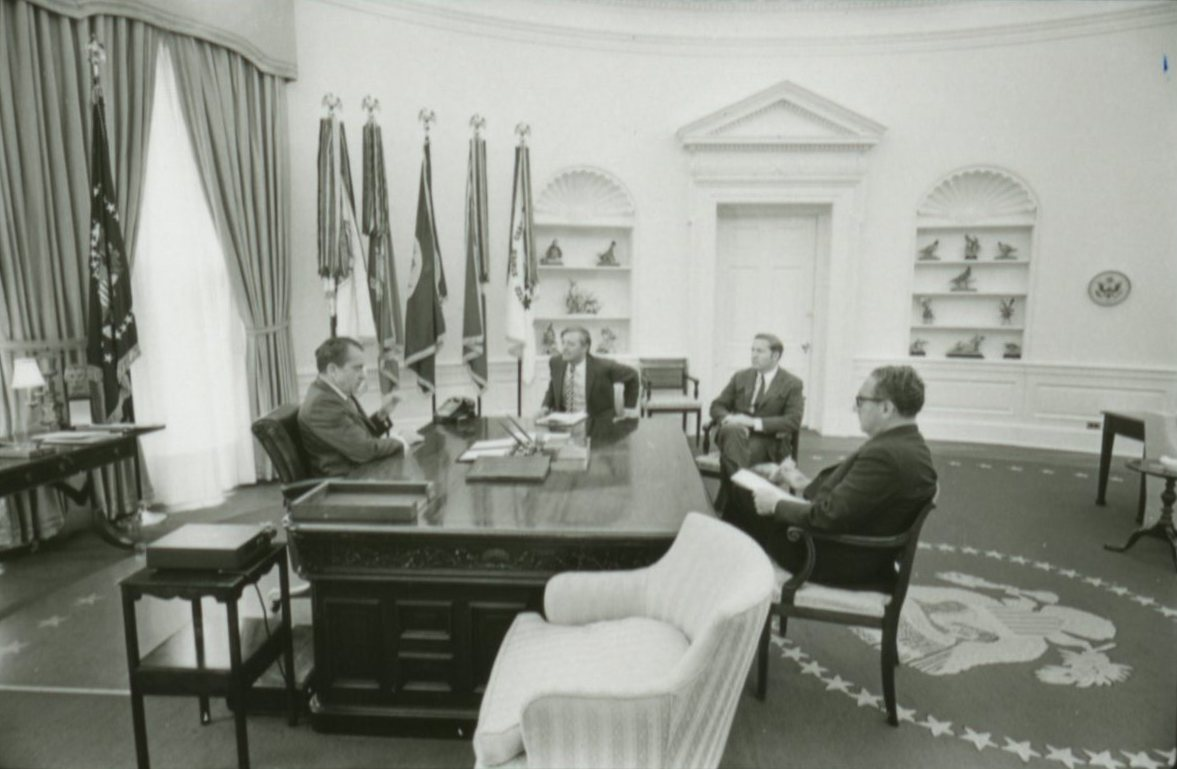
Buckley alături de președintele Richard Nixon, Henry Kissinger și în 1970.

În anii 1950, Buckley a încercat să îndepărteze antisemiții din mișcarea conservatoare și le-a interzis celor care au astfel de convingeri să lucreze pentru National Review.
În 1962, Buckley i-a caracterizat pe Robert Welch⁠(d) și Societatea John Birch drept „izolați de bunul simț” și a îndemnat Partidul Republican să elimine complet influența lui Welch.

#### Robert Welch și Societatea John Birch
În 1952, Henry Regnery i l-a prezentat lui William F Buckley, Jr. pe Robert Welch. Atât Buckley, cât și Welch au devenit editori ai unor reviste politice, amândoi fiind buni organizatori și oratori. Welch și-a lansat revista One Man's Opinion în 1956 - rebotezată American Opinion în 1958 - la un an după înființarea The National Review. Welch a donat de două ori 1.000 de dolari revistei lui Buckley, iar acesta din urmă s-a oferit să-i asigure lui Welch „niște publicitate” pentru revista sa. Anticomuniști convinși, ambii considerau că Statele Unite au eșuat diplomatic și militar în primii ani ai Războiului Rece⁠(d). Welch s-a îndoit însă de loialitatea lui Eisenhower în 1957, iar cei doi aveau păreri diferite despre motivele pentru care Statele Unite au pierdut teren în primii ani ai Războiului Rece. Conform istoricului Alvin S. Felzenberg⁠(d), neînțelegerile dintre aceștia s-au transformat într-o „bătălie majoră” în 1958. În acel an, Boris Pasternak a câștigat Premiul Nobel pentru literatură pentru romanul său Doctor Jivago. Buckley a fost impresionat de portretizarea autentică și deprimantă a vieții într-o societate comunistă și considera că introducerea ilegală a lucrării în Uniunea Sovietică de către CIA reprezintă o victorie ideologică. În septembrie 1958, Buckley a publicat o recenzie a romanului sovietic redactată de John Chamberlain⁠(d). În luna noiembrie a aceluiași an, Welch le-a trimis mai multor parteneri, printre care și Buckley, copii ale cărții sale încă nepublicate - The Politician⁠(d) - în care îi acuza pe Eisenhower și colegii săi că sunt implicați într-o conspirație comunistă. Când Buckley i-a returnat manuscrisul, acesta a declarat că acuzațiile erau „în mod curios - aproape patetic de optimiste”. Pe 9 noiembrie 1958, Welch a înființat Societatea John Birch împreună cu un grup de oameni de afaceri în Indianapolis. Până la sfârșitul anului 1958, Welch avea atât infrastructura organizațională, cât și pe cea editorială necesare pentru a-și lansat campaniile de lobbying.
În 1961, reflectând asupra corespondenței sale cu Welch și cu membrii societății sale, Buckley i-a spus unei persoane abonate atât la National Review, cât și la Societatea John Birch că: „Am avut mai multe discuții despre Societatea John Birch în ultimul an decât am avut despre existența lui Dumnezeu sau dificultățile financiare ale reviste National Review”.

### Opinii despre rasă și segregație
În anii 1950 și la începutul anilor 1960, Buckley s-a opus legislației federale privind drepturile civile și a susținut o poziție pro-segregare în cazul statelor din sudul Americii. În Freedom Is Not Enough: The Opening of the American Workplace, autoarea Nancy MacLean⁠(d) susține că National Review l-a transformat pe James J. Kilpatrick⁠(d) — un cunoscut susținător al segregării în sud — în comentatorul principal al revistei pe subiectele Constituției și mișcării pentru drepturile civile⁠(d), cei doi susținând o poziție caracterizată, printre altele, de sprijinirea supremației albe”. În numărul din 24 august 1957 al revistei, editorialul lui Buckley intitulat „Why the South Must Prevail” (în română De ce Sudul trebuie să triumfe) susținea în mod explicit o segregare temporară în sudul țării până când „egalitatea pe termen lung devine realizabilă”. Buckley a considerat că segregarea temporară în sudul Statelor Unite era necesară în acea perioadă deoarece populația de culoare nu avea educația, dezvoltarea economică și cea culturală necesare pentru a face posibilă egalitatea rasială. Acesta a susținut că sudul alb are „dreptul de a impune obiceiuri superioare pe perioada necesară realizării unei egalități culturale autentice între rase”. Buckley a declarat că sudiștii albi au „dreptul” să-i priveze pe votanții de culoare „deoarece, pe moment, sunt rasa avansată”. Acesta i-a caracterizat pe negri ca fiind ignoranți: „Marea majoritatea a negrilor din sud care nu votează [nu o fac deoarece] nu le pasă de votare și nu ar ști pentru ce să voteze dacă ar putea”. La două săptămâni după publicarea acelui editorial, un alt cunoscut scriitor conservator, L. Brent Bozell Jr.⁠(d) (cumnatul lui Buckley), a scris în National Review că: „Această revistă a susținut convingeri cu privire la chestiunea rasială pe care le consider complet greșite și capabile să producă mult rău promovării cauzelor conservatoare. Există o lege și o Constituție, iar editorialul le permite albilor din sud să le încalce pe ambele pentru a-l mențiune pe omul negru politic impotent”.
Revista Politico⁠(d) denotă că în timpul administrației lui Lyndon B. Johnson, scrierile lui Buckley au devenit mai tolerante față de mișcarea pentru drepturile civile. În rubricile sale, acesta „a ridiculizat practicile menite să-i țină pe afro-americani în afara listelor de înregistrare ale alegătorilor”, „a condamnat proprietarii de unități comerciale care au refuzat să ofere servicii afro-americanilor, încălcând Legea Drepturilor Civile adoptată în 1964” și a dat dovadă de „puțină răbdare” față de „politicienii sudiști care incitau la violență rasială în timpul campaniilor electorale”. Buckley nu a fost însă de acord cu conceptul de rasism sistematic⁠(d) și a considerat că lipsa creșterii economice se datorează în mare parte comunității de culoare. Acest punct de vedere a fost expus și în cadrul dezbaterii din 1965 cu scriitorul afro-american James Baldwin unde acesta din urmă a câștigat dezbaterea cu 544 de voturi și 164 împotrivă. Spre sfârșitul anilor 1960, Buckley a respins platforma segregaționistului George Wallace din Alabama și a atacat programul său politic în cadrul unui episod al emisiunii Firing Line din ianuarie 1968.

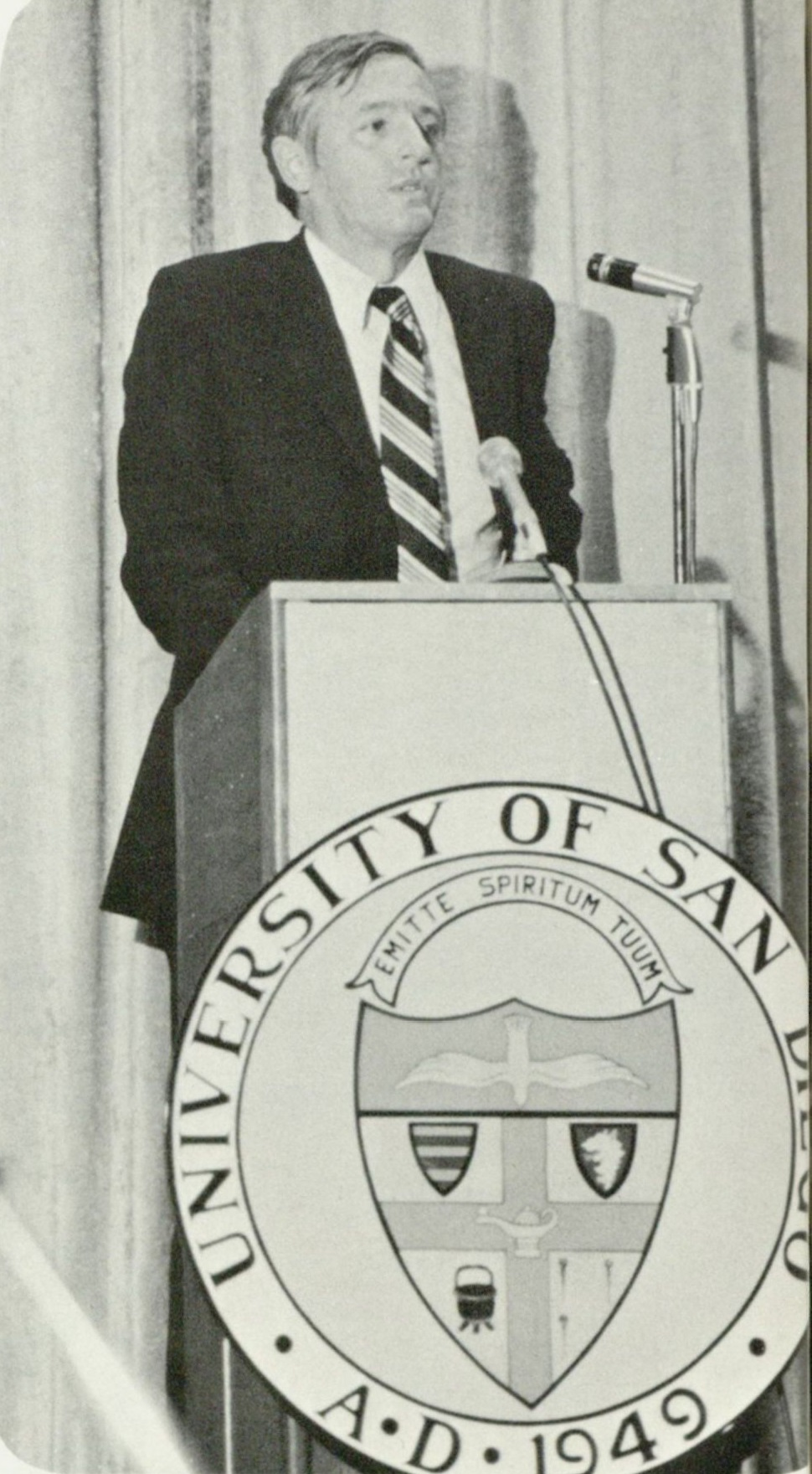
Buckley în timpul unui discurs susținut în cadrul Universității din San Diego.

Buckley a declarat mai târziu că și-ar fi dorit ca National Review să fi susținut mai intens legislația privind drepturile civile în anii 1960. A ajuns să-l admire pe Martin Luther King, Jr. și a susținut crearea Zilei lui Martin Luther King, Jr.⁠(d). În 2004, Buckley a declarat pentru Time că: „La un moment dat am avut convingerea că putem depăși legile Jim Crow. M-am înșelat. A fost nevoie de o intervenție federală”. În același an, acesta a încercat să clarifice comentariile sale din trecut despre rasă, spunând: „Opinia pe care am susținut-o despre supremația culturală a albilor a fost sociologică”. De asemenea, cu privire la utilizarea termenului progres, Buckley a menționat că este utilizat în numele organizației NAACP⁠(d): „nevoia de ′progres′ al oamenilor de culoare presupune că au rămas în urmă. Aceasta era situația, în 1958, potrivit tuturor standardelor”.

### Sprijinul acordat dictaturilor militare
Datorită poziției sale anticomuniste, Buckley a fost dispus să sprijine răsturnarea și înlocuirea unor guverne de stânga cu regimuri nedemocratice. Acesta l-a susținut pe dictatorul spaniol Francisco Franco care a comandat trupele militare de dreapta care au luptat împotriva Republicii Spaniole. Buckley l-a numit pe Franco „un autentic erou național” și a lăudat eliminarea „vizionarilor, ideologilor, marxiștilor și nihiliștilor” republicii. De asemenea, a susținut dictatura militară a generalului Augusto Pinochet care a participat la lovitura de stat din 1973⁠(d) prin care a fost răsturnat guvernul marxist al președintelui Salvador Allend; Buckley l-a caracterizat pe acesta drept „un președinte care dezonora constituția chiliană și promova puternic ideologia prietenului și idolului său Fidel Castro”. În 2020, Columbia Journalism Review⁠(d) a descoperit documente care îl implicau pe Buckley într-o campanie  mass-media pusă la cale de junta militară din Argentina prin care se promova o imagine pozitivă a regimului.

### Regula Buckley
Regula Buckley prevede că National Review „va sprijini cel mai pragmatic și de dreapta candidat” pentru un anumit post. Acesta a formulat pentru prima dată regula în timpul alegerilor primare republicane din 1964⁠(d) cu Barry Goldwater și Nelson Rockefeller. Regula este deseori aplicată incorect sau citată greșit.

## Comentarii și activități

### Publicații și emisiuni
Rubrica lui Buckely - intitulată On the Right - a fost distribuită de Universal Press Syndicate⁠(d) începând cu 1962. De la începutul anilor 1970, rubrica sa bisăptămânală era publicată în mod regulat în peste 320 de ziare din întreaga țară. A redactat 5.600 de rubrici care cuprindeau în total peste 4,5 milioane de cuvinte.
Majoritatea americanilor au intrat în contact cu Buckley prin intermediul emisiunii sale săptămânale Firing Line⁠(d) (1966-1999) difuzate de PBS⁠(d).
De-a lungul carierei sale în media, Buckley a fost puternic criticat de stânga americană, dar și de unele facțiuni ale dreptei - precum Societatea John Birch și președintele său Larry McDonald⁠(d), respectiv de adepții obiectivismului. În 1953–54, cu mult înainte de a înființa Firing Line, Buckley a fost un invitat ocazional în cadrul emisiunii conservatoare Answers for Americans⁠(d) difuzate de ABC.

### Goldwater șiYoung Americans for Freedom
În 1960, Buckley a contribuit la constituirea organizației Young Americans for Freedom⁠(d) (YAF). Grupul a activat conform principiilor descrise de Buckley drept „Declarația Sharon⁠(d)”. Acesta era mândru de faptul că fratele său mai mare - James L. Buckley⁠(d) - a reușit să câștige un loc în Senat ca membru al Partidului Conservator și a susținut că a obținut victoria cu ajutorul activiștilor din filiala YAF a statului New York. Buckley a avut doar un mandat, fiind învins de democratul Daniel Patrick Moynihan⁠(d) în 1976.
În perioada 1963–64, Buckley l-a susținut pe senatorul din Arizona Barry Goldwater atât în cursa pentru obținerea nominalizării republicane, cât și în cadrul alegerilor prezidențiale. Buckley a mobilizat susținătorii lui Goldwater prin intermediul revistei sale National Review.

### Cazul Edgar Smith
În 1962, Edgar Smith⁠(d) - condamnat la moarte pentru uciderea unei eleve de liceu în vârstă de 15 ani pe nume Victora Ann Zielinski - a început să corespondeze cu Buckley din culoarul morții⁠(d). În urma schimbului de scrisori, Buckley a început să pună la îndoială vinovăția lui Smith, iar mai târziu a declarat despre cazul său că este „inerent improbabil”. Un articol publicat de Buckley în Esquire în noiembrie 1965 a atras atenția presei naționale.
Mass-media a devenit la scurt timp după publicarea articolului interesată de Hommell, cel despre care Smith susținea că este adevăratul criminal. În 1971, cazul este rejudecat. Smith acceptă condițiile și este eliberat în același an. La scurt timp după, Buckley l-a intervievat în cadrul Firing Line.
În 1976, la cinci ani după ce a fost eliberat din închisoare, Smith a încercat să ucidă o femeie în San Diego, California. După ce martorii au coroborat mărturia Lisei Ozbun care a fost înjunghiată de Smith, acesta a fost condamnat la închisoare pe viață. A recunoscut la proces că el a ucis-o și pe Zielinski. Buckley a declarat ulterior că regretă nespus faptul că l-a crezut și susținut pe Smith.

### Candidatura la funcția de primar
În 1965, Buckley a candidat pentru funcția de primar al orașului New York⁠(d) în calitate de reprezentant al noului Partid Conservator⁠(d). Candidatura sa avea ca scop stimularea susținătorilor cauzei conservatoare ca urmare a înfrângerii lui Goldwater în cadrul alegerilor prezidențiale. A încercat să obțină voturile alegătorilor lui John Lindsay⁠(d), un republican liberal⁠(d). Buckley nu se aștepta să câștige, iar când a fost întrebat ce ar face dacă ar fi declarat câștigător, acesta a spus: „Cereți renumărarea voturilor”.

Președintele Richard Nixon împreună cu (William Buckley Jr. în centru, ultimul rând).

Soluția sa pentru decongestionarea traficului a fost impunerea unei taxe de intrare în centrul orașului⁠(d) și înființarea unei rețele de piste pentru biciclete⁠(d). Buckley s-a opus constituirii unui departament de revizuire⁠(d) a activităților poliției din New York pe care Lindsay l-a introdus recent cu scopul de a controla corupția din poliție și a înființa o poliție de proximitate. Buckley a încheiat alegerile pe locul III și a obținut 13.4% din voturi.

### Administrația Nixon
În iulie 1971, Buckley a adunat un grup de conservatori pentru a discuta o parte dintre politicile interne și externe ale administrației Nixon pe care aceștia nu le susțineau. În august 1969, Nixon a propus și ulterior a încercat să adopte o un program social cunoscut sub denumirea de Family Assistance Plan⁠(d) (FAP) prin care s-ar stabili un venit minim garantat de 1.600 de dolari pe an pentru o familie cu patru membri. Pe plan internațional, acesta a negociat cursa înarmării cu Uniunea Sovietică și inițiat primele relații cu China. Buckley, anticomunist și pro-război în materie de politică externă, s-a opus acestor relații. Grupul - cunoscut sub denumirea de Manhattan Twelve - îi avea ca membri pe publicistul William A. Rusher⁠(d), respectiv pe editorii James Burnham și Frank Meyer⁠(d) ai National Review. Alte organizații reprezentate erau ziarul Human Events⁠(d), The Conservative Book Club, Young Americans for Freedom și American Conservative Union⁠(d). Pe 28 iulie 1971, aceștia au publicat o scrisoare prin care anunțau că își retrag sprijinul pentru Nixon. În scrisoare se susțineau următoarele: „Având în vedere activitățile sale, subsemnații, care până în momentul de față au susținut în general administrația Nixon, au hotărât să-și retragă sprijinul față de aceasta”.
În ciuda acestor afirmații, în 1973, administrația Nixon⁠(d) l-a numit pe Buckley  drept delegat la Națiunile Unite, activitate despre care Buckley a scris mai târziu o carte. În 1981, Buckley l-a informat pe președintele ales Ronald Reagan că va refuza orice funcție oficială care i se va oferi. Glumind, Reagan a răspuns că este păcat deoarece voia să-l numească ambasador în Afganistan (la acea vreme ocupat de sovietici). Buckley a răspuns că este dispus să accepte postul, dar numai dacă i se vor furniza „10 divizii de gărzi de corp”.

### Conflictul cu Gore Vidal
Când a fost întrebat dacă există vreo persoană cu care nu ar fi dispus să împartă scena, răspunsul lui Buckley a fost Gore Vidal. De asemenea, dezgustul lui Vidal față de Buckley era bine cunoscut publicului. Cu toate acestea, Buckley a participat la o serie de dezbateri televizate împreună cu Vidal în timpul Convenției Național Republican din 1968⁠(d) în Miami și Convenției Naționale Democrate⁠(d) în Chicago.

Buckley și Ronald Reagan în biroul oval (1988).

În penultima lor dezbatere din 28 august 1968, cei doi au susținut opinii diferite cu privire la acțiunile poliției din Chicago⁠(d) și ale protestatarilor de la convenție. Făcând referire la un presupus incident în care poliția a îndepărtat un steag al Viet Congului, moderatorul Howard K. Smith⁠(d) i-a întrebat dacă fluturarea un drapel nazist în timpul celui de-al Doilea Război Mondial ar fi provocat aceeași reacție. Vidal a declarat că oamenii sunt liberi să-și afirme convingerile politice după cum cred de cuviință, moment în care Buckley l-a întrerupt și a menționat că deși unii sunt liberi să-și afirme convingerile, în același timp alții sunt liberi să-i ostracizeze din cauza acestor convingeri. Acesta precizează că în Statele Unite în timpul războiului „unii erau pronaziști și au fost tratați omenește de cei care îi ostracizau - și susțin ostracizarea oamenilor care îi îndeamnă pe alții să împuște marinari și soldați americani. Știu că ție [Vidal] nu-ți pasă deoarece nu te identifici cu -”. Vidal l-a întrerupt și a menționat că „singurul pro sau criptonazist la care mă pot gândi ești tu”. În acel moment, Smith a intervenit și le-a cerut oaspeților să nu se insulte. Buckley, vizibil deranjat de afirmația lui Vidal, s-a ridicat câțiva centimetri din scaun și i-a spus: „Ascultă poponarule, nu-mi mai spune criptonazist sau o să-ți dau un pumn în față de-o să te fac una cu pământul”.
Ulterior, Buckley și-a cerut scuze în scris pentru reacția avută într-un moment de furie, dar în același timp a menționat dezgustul față de Vidal pe care îl considera un „propovăduitor al bisexualității”: „Omul, care în propriile eseuri proclamă normalitatea maladiei sale și în arta sa farmecul ei, nu trebuie confundat cu omul care își poartă în tăcere povara. Dependentul trebuie compătimit și respectat, nu cel care propovăduiește”. Dezbaterile sunt discutate în documentarul Best of Enemies⁠(d) din 2015.
Acest conflict a continuat în revista Esquire unde au fost publicate eseurile celor doi despre evenimentul din 1968. Eseul lui Buckley - intitulat „On Experiencing Gore Vidal” - a fost publicat în numărul din august 1969. În septembrie, Vidal a reacționat la declarațiile acestuia în propriul său eseu intitulat „A Dissteful Encounter with William F. Buckley”.  Acolo, Vidal a sugerat fără menajamente că frații lui Buckley și posibil acesta au vandalizat o biserica protestantă din orașul lor natal Sharon, Connecticut⁠(d) în 1944 după ce soția pastorului a vândut o casă unei familii evreiești. De asemenea, a sugerat că Buckley este homosexual, rasist, antisemit și pro-criptonazist”. Buckley i-a dat în judecată pe Vidal și pe cei de la Esquire pentru calomnie; Vidal, la rândul său, a intentat un proces împotriva lui Buckley pentru calomnie după ce i-a caracterizat romanul Myra Breckinridge⁠(d) drept pornografie. Când Buckley și Esquire au ajuns la o înțelegere extrajudiciară, acesta a renunțat la procesul intentat lui Vidal. Ambele cazuri au fost abandonate. Buckley a primit, de asemenea, scuze din partea revistei Esquire ca parte a înțelegerii.
Conflictul s-a reaprins în 2003 când Esquire a republicat eseul lui Vidal ca parte a colecției intitulate Esquire's Big Book of Great Writing. După alte procese, Esquire au fost de acord să-i plătească lui Buckley și avocaților săi 65.000 de dolari, să distrugă toate copiile care includeau eseul lui Vidal, să remită eseul lui Buckley tuturor celor care îl cer și să publice o scrisoare deschisă prin care să declară că conducerea actuală a revistei Esquire nu era la curent istoria acestui litigiu și că regretă republicarea calomniilor în colecția din 2003.
Buckley a dezvoltat o antipatie filozofică și față de celălalt bête noire al lui Vidal, Norman Mailer, pe care l-a caracterizat drept un căutător de faimă. Concomitent, Mailer l-a numit pe Buckley un intelect de mâna a doua, incapabil să contemple două gânduri serioase unul după celălalt.

### Relațiile cu politicienii liberali
Buckley a fost prieten apropiat cu activistul democrat Allard K. Lowenstein⁠(d). Acesta l-a invitat pe Lowenstein în numeroase episoade ale emisiunii Firing Line, a sprijinit public candidaturile sale pentru Congres și a susținut un elogiu la înmormântare sa.
De asemenea, Buckley a fost prieten cu economistul John Kenneth Galbraith  și cu fostul senator și candidat la președinție George McGovern, ambii participând la dezbateri atât în cadrul emisiunii sale, cât și în campusurile universitare. Buckley și Galbraith erau deseori invitați la dezbateri în emisiunea The Today Show⁠(d) prezentată de Frank McGee⁠(d).

### Amnesty International
La sfârșitul anilor 1960, Buckley s-a alăturat consiliului de administrație al Amnesty International USA⁠(d). Acesta a demisionat în ianuarie 1978 în semn de protest față de poziția anti-pedeapsă cu moartea a organizației - așa cum este ea formulată în Declarația de la Stockholm⁠(d) din 1977 - despre care a susținut că va contribui la „sectarizarea inevitabilă a mișcării”.

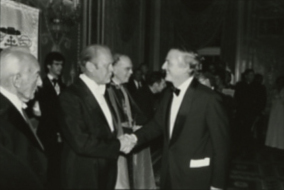
William Buckley Jr. salutându-l pe președintele Gerald Ford.

### Opinii despre HIV/SIDA
Într-un articol din 18 martie 1986 al New York Times, Buckley a abordat subiectul epidemiei de SIDA. După ce a caracterizat SIDA drept „blestemul homosexualilor”, acesta a susținut că dreptul la căsătorie pentru persoanele infectate cu HIV ar trebui să fie acordat numai dacă acestea acceptă să fie sterilizate⁠(d) și că testarea universală - gestionată de companiile de asigurări și nu de guvern - să fie obligatorie. Cea mai controversată declarație a sa din articol a fost: „Toți cei diagnosticați cu SIDA ar trebui să fie tatuați în partea superioară a antebrațului - pentru a-i proteja pe cei care utilizează ace de seringă - și pe fese - pentru a împiedica victimizarea altor homosexuali”. Articolul a fost puternic criticat; unii activiști gay au susținut boicotarea strângerii de fonduri pentru bolnavii de SIDA organizată de Patricia Buckley. Deși a retras articolul, în 2004 a declarat pentru The New York Times Magazine că: „Dacă propunerea ar fi fost acceptată, mulți dintre cei care au fost infectați ar fi în viață astăzi. Probabil peste un milion”.

## Romancier
În 1975, Buckley povestea că decizia de a redacta un roman de spionaj a fost influențată de romanul Ziua Șacalului⁠(d): „Dacă  aș scrie o carte de ficțiune, mi-ar plăcea să încerc ceva de genul acesta”. Acesta a continuat să explice cum era determinat să evite ambiguitatea morală a lucrărilor lui Graham Greene și John le Carré. Buckley a scris romanul Saving the Queen⁠(d) în 1976; aici apărea pentru prima dată personajul Blackford Oakes⁠(d), un agent CIA birocrat, inspirat de propria experiență în cadrul organizației. Pe parcursul următorilor 30 de ani, acesta va scrie alte zece romane cu Oakes în rol principal. Criticul Charlie Rubin al New York Times susținea că seria de lucrări îl evocă pe John O'Hara⁠(d). Stained Glass⁠(d) - a doua lucrare din serie - a câștigat în 1980 premiul National Book Award⁠(d) la categoria Mister.
Buckley era îngrijorat cu precădere de faptul că activitățile CIA și KGB erau considerate echivalente din punct de vedere moral. Acesta a scris în memoriile sale: „A spune că CIA și KGB se angajează în practici similare este echivalent cu a spune că bărbatul care împinge o bătrână în fața unui autobuz nu trebuie să fie diferențiat de bărbatul care împinge o bătrână din fața unui autobuz: pe motiv că, la urma urmei, în ambele cazuri cineva le împinge pe bătrâne”.
Buckley a început să utilizeze computerul pentru scriere în 1982, primul fiind un Zenith Z-89⁠(d). Conform fiului său, Buckley a îndrăgit programul WordStar⁠(d) și l-a instalat pe fiecare computer nou pe care l-a primit, inclusiv după apariția unor programe mai avansate. Acesta și-a redactat ultimul roman cu ajutorul WordStar. Când a fost întrebat de ce continuă să folosească un program demodat, acesta a susținut că: „Se susține că există programe mai bune, dar în același timp se susține că există alfabete mai bune”.

## Cariera ulterioară
În 1988, Buckley a contribuit la pierderea alegerilor de către senatorul liberal republican Lowell Weicker⁠(d) în Connecticut. Acesta a organizat o campanie împotriva lui Weicker și l-a susținut pe candidatul democrat, procurorul general din Connecticut Joe Lieberman⁠(d).
În 1991, Buckley a primit Medalia Prezidențială pentru Libertate⁠(d) din partea președintelui George H.W. Bush. După ce a împlinit 65 de ani în 1990, s-a retras de la revista National Review . A cedat controlul acțiunilor sale de la National Review în iunie 2004 unui consiliu de administrație. Luna următoare, și-a publicat memoriile sub titlul Miles Gone By. Buckley a continuat să-și redactat rubrica națională, precum și articole de opinie pentru National Review și National Review Online. Acesta a rămas autoritatea supremă a revistei, dar a continuat să susțină prelegeri și să dea interviuri.

### Opinii despre conservatorismul contemporan

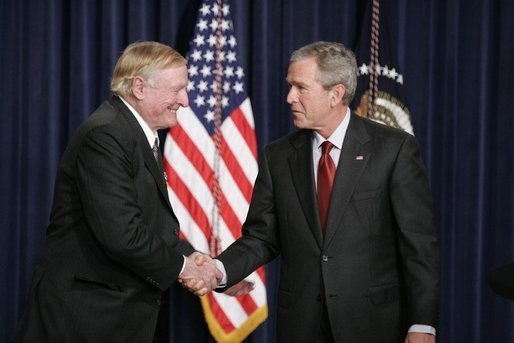
Întâlnire între William Buckley Jr. și președintele George W. Bush în 2005 cu ocazia împlinirii a 50 de ani de la înființarea revistei conservatoare National Review.

Buckley a criticat anumite aspecte ale politicii din cadrul mișcării conservatoare moderne. Despre președinția lui George W. Bush⁠(d), acesta a declarat: „Dacă ai fi avut un prim-ministru european care să treacă prin ceea ce am trecut noi, ne-am fi așteptat ca acesta să se retragă sau să demisioneze”.
Cu privire la războiul din Irak, Buckley a declarat: „Adevărul este că misiunile dedicate schimbării de regim în țări lipsite de o carta a drepturilor sau de o tradiție democratică sunt teribil de dificile”. Acesta a adăugat: „Asta nu înseamnă că războiul din Irak este greșit sau că istoria va considera decizia de a merge la război drept greșită. Dar trebuie să spunem că conservatorismul implică o anumită dependență de realitate; iar acesta război este implicit fără sens”. Într-o rubrică din februarie 2006 publicată în National Review Online și distribuită de Universal Press Syndicate⁠(d), Buckley a declarat fără echivoc că: „Nu ne putem îndoi de faptul că obiectivele americane în Irak au eșuat”. De asemenea, a mai menționat că „este important să admitem în comisiile interne ale statului că [războiul] a eșuat...”.
Conform jurnalistului Jeffrey Hart⁠(d), opinia lui Buckley cu privire la războiul din Irak era una „tragică”: conflictul era văzut drept un „dezastru”, iar incapacitatea mișcării conservatoare de a se delimita de poziția asumată de administrația Bush a condus la o „sinucidere intelectuală”. Spre finalul vieții, Buckley a susținut că mișcarea s-a autodistrus prin decizia de a sprijini războiul din Irak. Cu toate acestea, în cazul trimiterii de trupe suplimentare în Irak în 2007⁠(d), editorii National Review au remarcat că Buckley s-a opus inițial acțiunii, dar când a observat primele efecte ale deciziei și-a schimbat opinia.
Buckley a susținut legalizarea consumului de marijuana⁠(d) și a altor droguri încă din perioada candidaturii sale în 1965 pentru funcția de primar al orașului New York. Acesta a redactat un articol pentru National Review în 2004 prin care le cerea conservatorilor să-și schimbe opiniile cu privire la legalizarea drogurilor, menționând că „nu vom găsi niciun candidat la alegerile prezidențiale care să susțină reformarea acestor legi. Avem nevoie de o coaliție republicană autentică. O vom avea, însă treptat. Doi americani din cinci... consideră că ′guvernul ar trebui să abordeze marijuana așa cum abordează și alcoolul: să-l reglementeze, controleze, impoziteze și să interzică vânzarea către minori′ ”.  În rubrica sa publicată pe 3 decembrie 2007, la scurt timp după moartea soției sale, acesta părea să susțină interzicerea consumului de tutun în Statele Unite. Buckley și-a asumat calea de mijloc în cazul drepturilor LGBT și a eticii sexualității⁠(d): s-a opus vehement căsătoriei între persoane de același sex, dar a susținut legalizarea relațiilor homosexuale. De asemenea, a redactat articole pentru Playboy, deși a criticat revista și filozofia sa. A declarat în 2004 despre neoconservatori că: „Cred că cei pe care îi cunosc, adică cei mai mulți dintre ei, sunt deștepți, informați și idealiști, dar pur și simplu exagerează puterea și influența SUA”.

## Moartea
Buckley a încetat din viață în casa sa din Stamford, Connecticut⁠(d) pe 27 februarie 2008 la vârsta de 82 de ani. Inițial, mass media a susținut că a fost găsit mort în biroul său. „A murit luptând pentru convingerile sale” declara fiul său Christopher Buckley⁠(d). Totuși, în cartea sa din 2009 - intitulată Losing Mum and Pup: A Memoir - Christopher Buckley a recunoscut că această relatare a fost o exagerare: tatăl său a fost găsit pe podeaua biroului său după ce a suferit un infarct. La momentul morții sale, acesta suferea de emfizem și diabet. Într-o rubrică din 3 decembrie 2007, Buckley a menționat că emfizemul său a fost cauzat de faptului că era un fumător înveterat. Buckley a fost înmormântat în cimitirul Saint Bernard din Sharon, Connecticut⁠(d) alături de soția sa Patricia.
Membri de seamă ai Partidului Republican i-au adus un omagii acestuia: președintele George W. Bush, fostul președinte al Camerei Reprezentanților⁠(d) Newt Gingrich și fosta primă doamnă⁠(d) Nancy Reagan. Bush a spus despre Buckley că: „a influențat mulți oameni, inclusiv pe mine. A captivat imaginația multora”.  Gingrich a adăugat: „Bill Buckley a devenit partizanul intelectual esențial din a cărui energie, inteligență, umor și entuziasm conservatorismul modern și-a obținut influența și speranța... Lui Buckley i se datorează apariția senatorului Barry Goldwater și a lucrării sale The Conscience of a Conservative care au contribuit la preluarea puterii membrilor moderați de către conservatorii din interiorul Partidului Republican. Din acest grup a apărut Ronald Reagan”. Văduva lui Reagan, Nancy, a declarat că „Ronnie a apreciat sfaturile lui Bill pe parcursul carierei sale politice, iar după ce Ronnie a încetat din viață, Bill și Pat m-au consolat în nenumărate feluri”.
Diverse organizații au premii și titluri onorifice numite după Buckley. Institutul de Studii Intercolegiale⁠(d) acordă Premiul William F. Buckley pentru jurnalism universitar.

## Idiolectul
Buckley era bine cunoscut pentru stăpânirea limbajului. A învățat târziu limba engleză - în jurul vârstei de 7 ani - și a învățat mai repede spaniola și franceza. Michelle Tsai susține în Slate⁠(d) că Buckley vorbea engleză cu un accent idiosincratic: o combinație între accentul transatlantic de modă veche, specific clasei superioare, și engleza standard⁠(d), însă cu un accent sudist⁠(d).